# Питер Крисс
Питер Крисс (англ. Peter Criss; настоящее имя Джордж Питер Джон Крискуола, англ. George Peter John Criscuola; 20 декабря 1945, Бруклин) — американский музыкант, наиболее известный как ударник американской рок-группы Kiss. Крисс придумал образ и грим «Кота» для своего участия в группе Kiss.

## Биография
Итальяно-ирландец, Питер старший из пяти детей Джозефа и Лоретты Крискуола, семьи из Бруклина. Родители - американцы итальянского происхождения.
Питер Крисс рос католиком, и ходил в католическую школу, где уже в детском возрасте ощутил жёсткость церковной системы. Она буквально ломала каждого, и на Питера также наложила серьёзный отпечаток. Впоследствии он жаловался на то, что с его эмоциональным состоянием что-то не так, но обратиться к психологу не представлялось возможным.[что?]
Они отбирали игрушки и заставляли тебя сидеть в корзине для бумаг возле доски, или же ты должен был выставить вперёд руки, а они били тебя линейкой по пальцам. Если ты заканчивал такую вот школу, ты должен был выйти оттуда немного свихнувшимся.
Крис был пытливым студентом, поклонником джаза. Когда он играл с лидером группы «Joey Greco», Крисс закончил обучение под руководством своего идола Джина Крупа в клубе "Metropole" (Нью-Йорк). Это спровоцировало восхождение его музыкальной карьеры, когда он начал играть с многочисленными группами в Нью-Джерси и Нью-Йорке в 1960-е.
Я был грубым итальянским пареньком, выросшим в действительно крутом районе, где либо ты защищал себя каждый день, либо из тебя выбивали дерьмо. В моём характере образовалась жёсткая черта, и когда мы с тобой встретились, я мог сказать, "Ты на меня не так смотришь, и я тебе сейчас как двину!". Я был сумасшедшим. Я носил с собой пистолет. В своё время я был дикарём, потому что чувствовал себя уязвимым. Я постоянно чувствовал, что кто-то хочет до меня докопаться, так как я вырос, постоянно оглядываясь. Я принёс жестокость в группу. И она никуда не делась.
На Крисса повлияли многие группы начала-середины 60-х. В поздние 60-е Крисс присоединился к группе Chelsea, у которой был контракт на два альбома с Decca Records. Группа выпустила одноимённый альбом в 1970 году. Однако под этим именем она так и не записала второй альбом, преобразовавшись в августе 1971 в Lips (трио состоящее из Крисса и членов Chelsea — Michael Benvenga и Stan Penridge). К весне 1973 Lips стали дуэтом только из Крисса и Penridge.

### Kiss
После распада группы "Lips" Крисс послал объявление в редакцию «East Coast» журнала "Rolling Stone", в котором говорилось:
Мы остановились на тебе из-за языка, которым было написано объявление. Не "ударник, опыт - 11 лет...", а "сделаю всё, что угодно, чтобы добиться успеха". Вот это была строчка!
```
— 
Джин Симмонс
 для своего журнала.
[
3
]
```

На объявление ответили Пол Стэнли и Джин Симмонс, которые как раз искали музыкантов для своей новой группы «Kiss». Эйс Фрэйли вступил в группу в декабре 1972 и она начала свою деятельность в тот же месяц.
Kiss выпустили одноимённый дебютный альбом в феврале 1974. На протяжении карьеры группы Крисс был основным вокалистом в некоторых значимых песнях, как «Black Diamond», «Hard Luck Woman», и их прорывного хита «Beth». Многие вклады Крисса в группу были написаны с помощью Stan Penridge, его товарища по группам Chelsea и Lips.
Во время участия в KISS Питер сдружился с Эйсом Фрейли, вдвоём они пьянствовали и веселились в то время как Пол Стэнли и Джин Симмонс работали днями и ночами. С этого и возникли первые противоречия, группа словно разделилась на две команды, так как Пол и Джин были недовольны гулянками Эйса и Питера. Те, в свою очередь, были недовольны тем, что их лишают веселья. Когда Крисс уходил из KISS в 1980 он ожидал, что Эйс уйдёт вместе с ним, чего не случилось. После ухода Эйса из KISS в 1982, Питер ожидал, что они создадут совместный проект, но Эйс создал свою Frehley’s Comet, в которую в качестве ударника был взят Энтон Фиг, до этого работавший с KISS. Когда Frehley’s Comet развалилась, Эйс также не обращался к Питеру, которого это чрезвычайно обидело. В своих интервью в 80-х годах Питер называл Эйса «предателем». В ответ на вопрос о том, почему Эйс не брал Питера ни в один из своих проектов, Эйс нехотя признавался, что считает Питера весьма посредственным ударником.
Питер Крисс фигурировал в семейном телешоу Family Guy. В нём Питер Гриффин упрекает свою жену Лоис в том, что она не истинная фанатка Kiss: 

«Никто не хочет быть Питером Криссом, даже сам Питер Крисс»Оригинальный текст (англ.)"Nobody wants to be Peter Criss, not even Peter Criss."

#### Beth

Обложка одноимённого альбома Питера Крисса, на которой изображено его лицо в гриме

Крисс был соавтором баллады «Beth», которая добилась седьмого места в топ-10 хитов в 1976. Песня остаётся наивысшей в чартах для «Kiss» в США, и она завоевала им "Приз Зрительских Симпатий" в номинации «Любимая Песня Молодых Людей» (англ. "Young People's Favorite New Song") в 1977, которая связана с «Disco Cock».
Песня была написана до вступления Крисса в Kiss, когда он все ещё был участником Chelsea. Питер придумал мелодию когда ехал в поезде в Нью-Йорк из Нью-Джерси, где они репетировали. Он написал песню вместе с гитаристом Chelsea Стэном Пенриджем. "
Бутлег на песню существовал ещё в 1971, но песня называлась «Beck» по имени жены третьего участника, которая часто звонила, прерывая репетиции. Спустя годы, в «Kiss», Bob Ezrin и Джин Симмонс настояли поменять название песни на «Beth». Песня была сделана данью жене Крисса Лидии, которая, согласно данным Питером интервью часто плакала по нему, когда тот был занят во время концертных туров, что он впоследствии отразил в видоизменённом варианте текста.
Лидия была потрясающей женщиной. Она работала с 9 утра до 5 вечера с того самого дня, как мы поженились, потому что я сказал ей, "Я никогда не буду работать. Я хочу быть рок-звездой. Больше я не хочу быть никем. Не говори мне, что в доме не достаточно денег. Или мы поженимся при таких условиях, или мы вообще не поженимся, потому что я должен быть тем, кто я есть." Она на это согласилась.
```
— Интервью Питера Крисса журналу «GS Tongue».
[
2
]
```

Во время концертов Питер после исполнения "Beth" идёт дарить розы девушкам, которых, красивыми не назовешь, а которые напротив выглядят усталыми и расстроенными.
Я осматриваюсь вокруг, всматриваюсь в лица, смотрю в глаза девушкам, и когда между нами появляется своеобразное «электричество», я чувствую — «Эта девушка должна получить розу». Я ищу такую девушку каждый вечер; я всегда ищу того человека, которого нужно подбодрить.
```
— Интервью Питера Крисса специальному изданию «Starlog Kiss Special 1998».
[
2
]
```

Кроме «Beth» Питер пел в составе "Kiss" следующие песни: «Black Diamond», «Hard Luck Woman», «Dirty Livin'», «Nothin' to Lose», «Mainline», «Strange Ways», «Getaway», «Baby Driver», «Hooligan», «Kissin' Time», и «I Finally Found My Way», только первая была главной для него на каждом концертом туре Kiss, а «Dirty Livin'», «Baby Driver», «Hooligan» и «Beth» были песнями, которые он писал (Пол Стэнли написал «Black Diamond», «Hard Luck Woman», «Mainline», и «I Finally Found My Way», Эйс Фрэйли написал «Strange Ways» и «Getaway», Джин Симмонс написал «Nothin' to Lose»).
Всегда существовало подобие состязания: Джин и Пол против Эйса и Питера. Это всегда меня грузило. Я думал, «Боже, я сделал „Beth“, которая стала хитом. Я помог тому, чтобы группа была там, где она есть сейчас. Иначе бы этот альбом („Destroyer“) никуда бы не выбился». Временами я говорил «Спасибо, Джин, спасибо, Пол». Но я очень редко слышал это от вас, парни.
```
— Крисс в интервью для журнала Симмонса
[
2
]
```

#### Уход
Крисс боролся с злоупотреблением наркотиками во время участия в группе. Хотя он был всегда отмечен как ударник, «Love Gun» 1977 был последним альбомом, где Крисс играл сам.
В альбоме Dynasty 1979, он играл только одну песню — «Dirty Livin'» и не играл вовсе в 1980 в альбоме Unmasked. Anton Fig, ударник David Letterman был нанят, чтобы играть для этих альбомов.
Мне осточертело всё это, проблемы с эгоизмом, ощущение недостатка свободы - у меня никогда не было шанса выразить себя, мои песни не записывались так, как я того хотел. В конце концов, с меня было довольно всего этого.
```
— Интервью Питера Крисса шведскому журналу "OKEJ
[
5
]
```

### Возвращение в Kiss
В 1995 Крисс появился при официальном «Kiss Konvention» в Лос-Анджелесе, и это привело к живому концерту «Kiss», который был записан для «MTV Unplugged». В апреле 1996, Kiss объявил о туре воссоединения со всеми четырьмя оригинальными участниками. Концерты 1996-97 годов были огромным успехом, и воссоединённый Kiss выпустил студийный альбом, 1998 «Psycho Circus». Однако, противоречие возникло, когда было обнаружено, что Питер Крисс играл партию ударных только в песне «Into The Void», лид-вокал Эйса Фрэйли. Многие источники утверждают, что Кевин Валентайн записывал ударные в остальных песнях для альбома.
Напряжённые отношения возникли ещё раз между Питером Криссом и Kiss. 7 октября 2000, в конце показа группы в Северном Чарлстоне, Южная Каролина, Крисс разрушил студийную барабанную установку. Хотя поклонники думали, что это была часть шоу, это был в действительности акт расстройства Крисса. Это было его последнее шоу в туре, и он был заменён Эриком Сингером в 2001 году. Питер Крисс воссоединился с группой в конце 2002 и появился на «Kiss Symphony: Alive IV» вышедшем на DVD и компакт-дисках в 2003 году. Далее последовал World Domination Tour, по окончании которого Крисс хотел продолжить сотрудничество с группой, однако Симмонс и Стэнли посчитали его игру на ударных неудовлетворительной, и решили не продлевать с ним контракт после тура Rocksimus Maximus Tour. Он снова был заменён в марте 2004 года Эриком Сингером, который продолжает выступать с группой по настоящее время, в образе Кота. О выступлении Kiss с заменой Эйса Фрейли и его самого он сказал:
Не важно, кто им что нацепил на лицо, это не мы. Вы можете снять маску с Одинокого Рейнджера и надеть её на кого-то другого, но это не Одинокий Рейнджер.

### После 2004 года
С 2004 года Крисс свёл свои появления на публике к минимуму. Сейчас он проживает в Уолл-Тауншипе, штат Нью-Джерси. В июле 2007 года он выпустил сольный альбом One for All на лейбле Silvercat Records, а 17 июня 2017 года дал свой последний сольный концерт в Нью-Йорке в the Cutting Room.
В апреле 2025 года было объявлено, что Крисс выпустит сольный альбом в стиле хард-рок, спродюсированный Барри Пойнтером и включающий выступления Билли Шихэна, Пигги Ди., Джона 5, Майка Маклафлина и Пола Шаффера. Планируется, что он выйдет осенью.

## Личная жизнь
По состоянию на ноябрь 2008 года Крисс был женат трижды: на Лидии Ди Леонардо (1970-79), на модели Дебре Дженсен (1979-94) и бывшей модели Гиги Крисс (с мая 1998 года). У Крисса есть дочь, родившаяся в 1981 году.
В 2008 году у Крисса был диагностирован рак молочной железы. Во время тренировки он заметил у себя на груди опухоль, которая побудила его обратиться к врачу. Ему успешно провели лампэктомию.
В конце 2012 года Крисс выпустил свою автобиографию «Makeup to Breakup: My Life In and Out of Kiss», написанную в соавторстве с писателем Ларри Сломаном. В 2017 году Крисс завершил гастрольную деятельность в возрасте 71 года.

## Актёрские роли
Помимо роли самого себя в фильме 1978 года «Kiss Meets the Phantom of the Park» и в фильме 1999 года «Детройт — город рока», Крисс появился в двух телевизионных программах в второстепенных ролях.
В 2002 году он появился в двух эпизодах тюремной драмы канала HBO «Тюрьма Оз» в роли заключённого Мартина Монтгомери. Он сыграл роль Майка в фильме об убийстве Джона Кеннеди «Убийство за кадром».
Крисс сыграл самого себя, а также эпизодическую роль "Славного полицейского" в «…Тринадцать лет спустя», хеллоуинском эпизоде третьего сезона сериала «Тысячелетие» 1998 года.

## Дискография

### Chelsea
- Chelsea (1970)

### Kiss
- Kiss (18 февраля 1974)
- Hotter Than Hell (22 октября 1974)
- Dressed to Kill (19 марта 1975)
- Alive! (10 сентября 1975)
- Destroyer (15 марта 1976)
- Rock and Roll Over (11 ноября 1976)
- Love Gun (30 июня 1977)
- Alive II (29 ноября 1977)
- Dynasty (23 мая 1979)[14]
- MTV Unplugged (12 марта 1996)
- Psycho Circus (22 сентября 1998)[15]
- Kiss Symphony: Alive IV (22 июня 2003)
- Off the Soundboard: Live at Donington 1996  (2022)
- Off the Soundboard: Des Moines 1977 (2022)

### Solo
- Peter Criss (18 сентября, 1978)
- Out of Control (сентябрь 1980)
- Let Me Rock You (май 1982)
- Cat #1 (16 августа, 1994)
- One for All (24 июля 2007)